# Zoey Tur
Pour les articles homonymes, voir Tur.
Hanna Zoey Tur, née le 8 juin 1960,, est une journaliste américaine transgenre et une pilote professionnelle (10 000 heures de vol).
Avec sa collègue journaliste Marika Gerrard, Tur crée le Los Angeles News Service, un service d'informations qui est le premier à utiliser un hélicoptère AStar dans une grande ville pour la couverture des nouvelles de dernière minute en temps réel, et la première à diffuser une course-poursuite policière à haute vitesse. D'autres rapports remarquables incluent l'attaque sur Reginald Denny au cours des émeutes de l'été 1992 à Los Angeles et de trouver le lieu du crash du vol 1771 de Pacific Southwest Airlines. Tur est également la première à localiser et à diffuser la poursuite à basse vitesse d'O. J. Simpson en 1994.
Comme équipe, Tur et Gerrard ont reçu trois Emmy Awards ; deux prix Edward R. Murrow pour l'excellence en journalisme (pour leurs reportages sur le séisme de 1989 à Loma Prieta et sur les Juifs américains quittant leurs maisons pour aller en Israël en temps de guerre) ; un prix de l'Associated Press (National Breaking News) et le Prix humanitaire de la National Press Photographers Association (NPPA).

## Biographie
Zoey Tur abandonne ses études au niveau du collège communautaire à l'âge de 18 ans en 1978.
En janvier 1988, elle est créditée par le Los Angeles Times du sauvetage de 54 personnes lors d'une violente tempête dans le sud de la Californie.
En 1991, la Federal Aviation Administration (FAA) révoque sa licence de pilote à cause d'un « vol téméraire », après une plainte du Los Angeles Fire Department. En 1995, la Cour supérieure de Californie statue contre le Los Angeles Fire Department pour cautionnement de parjure dans l'action de la FAA, accordant 550 000 US dollars et stipulant que « les salariés du secteur public ne sont pas à l'abri de la responsabilité pour poursuite malveillante s'ils suscitent l'accusation par des déclarations frauduleuses, corrompues ou malveillantes »,.
La localisation de sept aéronefs disparus lui est attribuée[réf. nécessaire]. En février 1996, Tur couvre le détournement d'un autobus du Système de transport du Comté de San Diego. En décembre 1996, elle est apparue dans deux épisodes du documentaire Police Camera Action!, diffusé sur ITV, avec Alastair Stewart, surnommé L'Homme Qui a Abattu OJ (O.J. Simpson).
En août 2006, elle est citée par des médecins israéliens pour le sauvetage d'un soldat de Tsahal pendant le conflit israélo-libanais de 2006[source insuffisante].
En 2007, Tur est l'animatrice d'une série documentaire sur MSNBC appelée Why They Run. La série porte sur les raisons des criminels de fuir la police, et inclut des entretiens avec des personnes impliquées dans les plus célèbres poursuites policières du pays.
En février 2015, elle est engagée pour apparaître dans trois épisodes d'Inside Edition,,. En février et mars 2015, elle est invitée à CNN, TMZ, et Dr. Drew On Call sur HLN.
En 2016, Tur apparaît dans plusieurs épisodes de la minisérie O.J.: Made In America de 30 for 30. La série montre des images d'archive, ainsi que son témoignage sur les émeutes de Los Angeles en 1992 dans le deuxième épisode et la poursuite d'O.J. Simpson du 17 juin 1994 dans le troisième épisode. 

### Opinions sur les droits des personnes trans
Les militants pour les droits des personnes trans ont largement critiqué les sorties publiques de Tur à propos des femmes trans, de la légitimité des hommes trans, des rôles de genre et de la sexualité des personnes trans. Ses principaux critiques ont été Dana Beyer de Gender Rights Maryland, Shannon Minter du National Center for Lesbian Rights, la journaliste trans Parker Marie Molloy, et la blogueuse trans Mya Byrne,,,. À l'été 2013, Tur dit dans un chat vidéo de TMZ qu'elle ne « croit pas que les femmes peuvent prendre les mêmes décisions rapides et décisives que les hommes en pilotant un avion ».
En juillet 2015, en discutant au sujet de Caitlyn Jenner acceptant le Prix du courage Arthur-Ashe à Dr Drew On Call, l'avocat et ancien éditeur de Breitbart Ben Shapiro s'est interrogé sur sa génétique et a appelé Tur « monsieur », ce à quoi Tur a répondu en le saisissant par le cou et en lui disant d'arrêter, sans quoi il rentrerait à la maison en ambulance. Shapiro a instigué un rapport de police contre Tur pour coups et blessure, et a dit qu'il avait l'intention d'engager des poursuites. Après avoir engagé la poursuite, le procureur de district impliqué a dit qu'il ne poursuivrait pas le cas parce qu'il considérait Zoey Tur comme membre d'une minorité victimisée. L'accusation a été déposée et enregistrée, mais aucune autre mesure n'a été prise, ce qui questionne sur l'impunité de ses actes et menaces proférées lors d'une émission télé publique.

## Vie personnelle
La relation de 23 ans de mariage de Tur avec Marika Gerrard a pris fin en 2003. Le couple a eu deux enfants : Katy (1983), journaliste, et James (1985), étudiant en médecine.
En juin 2013, Tur annonce avoir un trouble de l'identité du genre et révèle en 2014 suivre un traitement hormonal substitutif. En août 2014, suivant une chirurgie de réassignation du genre, Tur demande à la cour de changer son nom ainsi que son genre légal. Réfléchissant sur sa transition dans une entrevue de 2017, Tur déclare : « Ce que j'ai n'est pas politique. C'est une condition médicale qui a été traitée. Je suis guérie. J'ai fini. Ce n'est pas une maladie mentale. Il y a des différences dans le cerveau. ».